# Pile-slægten
 For alternative betydninger, se Pil. (Se også artikler, som begynder med Pil)
Pile-slægten (Salix) er en artsrig slægt af hurtigt voksende, løvfældende træer og buske. Langt de fleste pilearter vokser som pionertræer på fugtig jord langs vandhuller og bække, hvor de er et vigtigt fødegrundlag for bæveren. 

## Medicinsk brug
Pilebark er ophavet til det smertestillende stof acetylsalicylsyre, på grund af dens indhold af salicin.

## Arter
Nedenfor ses en liste med nogle af verdens pilearter, dog særligt dem med et dansk navn.
| - Hvidpil (Salix alba) - Buskpil (Salix arbuscula) - Arktisk pil (Salix arctica) - Øret pil (Salix aurita) - Sæterpil (Salix borealis) - Seljepil (Salix caprea) - Gråpil (Salix cinerea) - Kaspisk pil (Salix daphnoides) - Dugpil (Salix daphnoides subsp. daphnoides) - Flodpil (Salix elaeagnos) - Skørpil (Salix fragilis) - Blågrå pil (Salix glauca) - Spydpil (Salix hastata) - Dværgpil (Salix herbacea) - Uldpil (Salix lanata) - Laplandspil (Salix lapponum) - Moupinepil (Salix moupinensis) - Koreapil (Salix matsudana) | - Myrtepil (Salix myrsinites) - Blåbærpil (Salix myrtilloides) - Sort pil (Salix nigricans) - Femhannet pil (Salix pentandra) - Polarpil (Salix polaris) - Purpurpil (Salix purpurea) - Tofarvet pil (Salix phylicifolia) - Krybende pil (Salix repens) - Netpil (Salix reticulata) - Rosmarinpil (Salix rosmarinifolia) - Ellebladet pil (Salix starkeana) - Mandelpil (Salix triandra) - Melbærpil (Salix uva-ursi) - Båndpil (Salix viminalis) |

### Uden dansk navn
- Salix alaxensis
- Salix borealis
- Salix gracilistyla
- Salix helvetica
- Salix hookeriana
- Salix koiiyanagi
- Salix magnifica
- Salix sachalinensis
- Salix subopposita
- Salix yezoalpina

## Eksterne kilder og henvisninger
1. ↑  Acetylsalicylsyre – lægemidlet med de mange virkninger menneskerogmedicin.dk hentet 19. oktober 2016